# The Darkest Hour
Pour les articles homonymes, voir Darkest Hour (homonymie) et Crépuscule (homonymie).
Pour plus de détails, voir Fiche technique et Distribution.
The Darkest Hour ou Crépuscule au Québec est un film d'action et de science-fiction horrifique américano-russe de science-fiction réalisé par Chris Gorak et produit par Timour Bekmambetov.
Il est sorti fin décembre 2011 en Amérique du Nord et en Russie et début 2012 en France.
Le film raconte l'histoire d'un groupe de jeunes, à Moscou, essayant de survivre à une invasion d'extraterrestres invisibles.

## Synopsis
Sean et Ben sont à Moscou pour affaires, confrontés à un univers d'argent et de pratiques sans scrupules. Les deux hommes ne tardent pas à se faire escroquer par un homme d'affaires suédois nommé Skyler. Natalie et Anny se trouvent en escale involontaire à Moscou alors qu'elles avaient prévu de se rendre au Népal. Les quatre jeunes gens se rencontrent par hasard dans la boîte de nuit la plus branchée de la ville où ils croisent Skyler.
Dans la nuit, toutes les lumières des quartiers s'éteignent d'elles-mêmes et les cinq personnes sortent dans la rue et aperçoivent d'étranges lueurs oranges tombant du ciel. Mais ces lumières sont en fait des extraterrestres invisibles pour les humains qui transforment toute vie en cendre au moindre contact. Sean, Natalie, Ben, Annie et Skyler se réfugient, comme la foule, dans la boîte de nuit. Les aliens parviennent à entrer et commencent à désintégrer tout le monde. Durant l'attaque, la petite amie de Skyler se fait tuer par un alien après que Skyler lui a fermé la porte d'un couloir au nez. Finalement, les cinq personnes se cachent dans le garde-manger et attendent.
Après plusieurs jours, ils sortent et se rendent compte que la ville est déserte. Tout le monde est mort. Au fur et mesure de sa progression dans les bâtiments, le groupe apprend diverses choses sur les aliens. À leur approche, ils déclenchent les appareils électriques (lampadaires, voitures, ampoules…) et détectent les humains grâce à leurs impulsions électriques ; de ce fait, l'on peut se cacher derrière le verre, isolant électrique.
À l'ambassade des États-Unis (en), Skyler préfère rester dehors et Sean, Natalie, Ben et Annie entrent dans l'immeuble. Ils y découvrent un émetteur radio diffusant en russe un message ainsi que les relevés de communication qui révèlent que les aliens s'en prennent à la Terre entière. Du haut de la tour, les quatre amis aperçoivent Skyler qui se dirige sans les voir vers deux aliens, puisque l'alarme des voitures est activée. Sean et Ben se précipitent dehors mais Skyler se fait encercler et désintégrer avant de leur avoir traduit le message de l'émetteur radio…
Le quatuor découvre que Skyler avait aperçu de la lumière dans une section d'un bâtiment. Le groupe s'y rend et rencontre deux autres survivants : une jeune fille russe, Vika et un électricien, M. Serguei. Ce dernier a clôturé son appartement avec des barreaux formant une cage de Faraday. Cet ensemble permet d'empêcher la localisation d'humains par des aliens. Vika traduit le message de l'émetteur et dit que les pays les plus importants du monde vont faire partir des sous-marins nucléaires de divers endroits du monde. L'un d'eux part de Moscou le lendemain. Vika, Natalie et Anny sortent prendre des provisions mais un alien les localise et les poursuit. Vika s'enfuit tandis que Natalie et Anny vont dans l'appartement de M. Serguei. La porte ne se ferme pas et l'alien entre dans l'appartement. Les filles sont cachées derrière une table renversée en verre. M. Serguei tire avec son fusil à micro-ondes sur l'alien mais ce dernier se rétablit et désintègre M. Serguei. Sean et Ben arrivent à sortir de l'autre côté de la fenêtre avec le fusil et Natalie sort de sa cachette afin d'ouvrir la fenêtre. Anny s'élance mais trop tard, l'alien la tue devant Natalie qui s'enfuit.
Après avoir rejoint Vika, le groupe rencontre des mercenaires qui ont rassemblé des survivants et sont équipés d'armes à feu. Quatre d'entre eux, Matveï, Yuri, Boris et Sasha, acceptent de les conduire au sous-marin. Ils passent par le métro mais un alien s'y trouve. Tout le groupe se cache sur les rails, en dessous des quais, à l'exception de Vika. Celle-ci, derrière un poteau, est près d'être atteinte par les éclairs générés par l'alien. Ben attrape Vika et la fait descendre mais un éclair l'attrape et le tire vers l'alien qui le tue.
Sur un bateau à la dérive en vue du sous-marin, Natalie est séparée du groupe par le chavirement du bateau. Dans le sous-marin, un plan pour la récupérer est échafaudé. Sean, Matveï, Yuri et Boris partent vers l'endroit d'où ont été tirés des fusées éclairantes. Avec l'un des fusils à micro-ondes, le groupe tue un alien avant de se séparer, Sean se dirige vers les tramways, dans l'un d'eux est cachée Natalie. Matveï, Yuri et Boris sont face à trois aliens. Vika, qui les avait suivis, leur lance des cocktails molotov, afin de les forcer à avancer sur une grande flaque d'eau. Les trois aliens sont court-circuités avant d'être tués par le groupe. Sean entre dans le tramway et trouve Natalie. Un alien monte et déclenche le tramway. Sean parvient à le détruire.
Sean, Natalie et Vika partent avec le sous-marin tandis que Matveï et ses compagnons reviennent à leur camp. Dans le sous-marin, Natalie découvre sur son portable que sa mère est toujours en vie. Sean et Natalie apprennent que les Parisiens ont détruit une tour de forage, colonne de feu qui creusait le sol à la recherche de minerais.
Le film se termine sur une note positive.

## Fiche technique
- Titre original et français : The Darkest Hour
- Titre russe : Фантом
- Réalisation : Chris Gorak
- Scénario : Jon Spaihts, d'après une histoire de Leslie Bohem, M.T. Ahern et Jon Spaihts
- Photographie : Scott Kevan
- Montage : Priscilla Nedd-Friendly et Fernando Villena
- Musique : Tyler Bates
- Producteurs : Tom Jacobson et Timour Bekmambetov [1],[2]
- Sociétés de production : 20th Century Fox, Regency Enterprises et Summit Entertainment
- Sociétés de distribution : Summit Entertainment (États-Unis), Entertainment One (Canada), 20th Century Fox (Russie et France)
- Pays :  États-Unis,  Russie
- Durée : 89 minutes
- Genre : science-fiction, action, horreur
- Format : couleur - 2.35:1
- Budget : 35 000 000 $ [3]
- Dates de sortie [4] :
  -  Russie : 22 décembre 2011
  -  États-Unis,  Canada : 25 décembre 2011
  -  France : 11 janvier 2012

## Distribution
- Emile Hirsch (VF : Emmanuel Curtil ; VQ : Philippe Martin) : Sean
- Olivia Thirlby (VF : Nathalie Karsenti ; VQ : Catherine Bonneau) : Natalie
- Max Minghella (VF : Alexis Victor ; VQ : Sébastien Reding) : Ben
- Rachael Taylor (VF : Jessica Monceau ; VQ : Viviane Pacal) : Anne
- Joel Kinnaman (VF : Jean-Pierre Michaël ; VQ : François Godin) : Skyler
- Veronika Ozerova (VF : Tatiana Gontcharova ; VQ : Ariane-Li Simard-Côté) : Vika
- Dato Bakhtadze (VF : Régis Ivanov) : Serguei
- Iouri Koutsenko (VF : Sasha Vikouloff) : Matvei
- Arthur Smolianinov : Yuri
- Piotr Fiodorov (VF : Alexandre Medvedv) : Anton Batkin
- Nikolay Efremov (es) : Sasha
- Vladimir Jaglich (VF : Alexandre Medvedv) : Boris
- Anna Roudakova : Tess
- Ivan Gromov : barman no 1
- Alexsandr Chernyh : barman no 2

Source et légende : Version française (VF) sur RS Doublage et Voxofilm ; Version québécoise (VQ) sur Doublage.qc.ca

## Production
Avec un budget estimé à 30 millions de dollars, le tournage a eu lieu entièrement à Moscou en Russie, filmé exclusivement avec des caméras 3D, à partir du 18 juillet 2010.
La production de The Darkest Hour a été suspendue durant deux semaines à cause de l’extraordinaire pollution atmosphérique de Moscou en août 2010. D’épaisses fumées sombres, causées par de nombreux feux de forêt, obstruaient alors le ciel, et le tournage ne put reprendre que trois semaines plus tard.